# Régimen municipal de Costa Rica

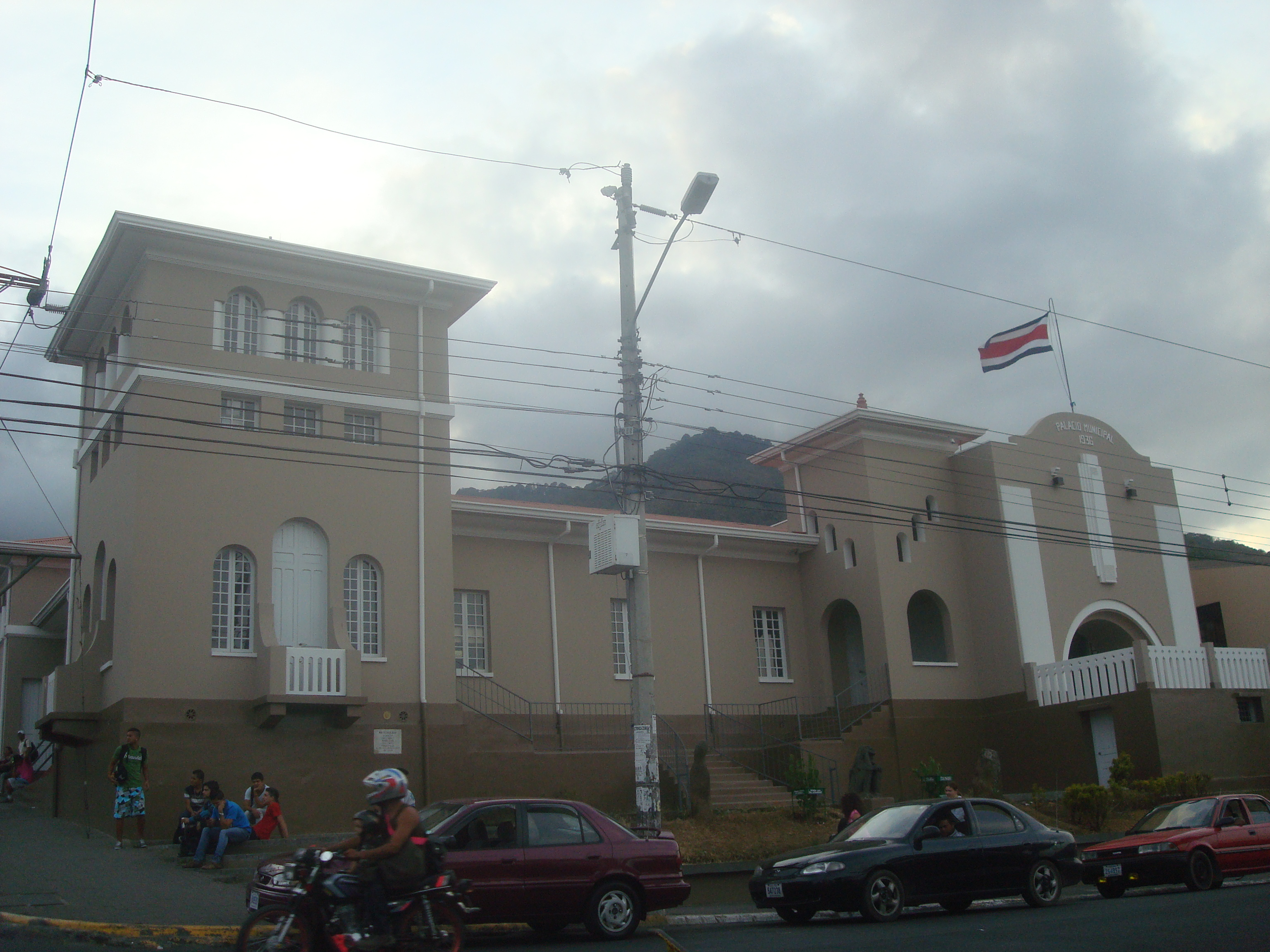
Palacio Municipal de Aserrí.

Se conoce como régimen municipal al sistema jurídico y político que regula las autoridades locales en Costa Rica y que rige los municipios, territorialmente conformados por cantones y estos por distritos. Está regulado legalmente por el Código Municipal.

## Estructura
El país se encuentra dividido en siete provincias; San José, Cartago, Alajuela, Heredia, Guanacaste, Puntarenas y Limón, las cuales a su vez están divididas en 84 cantones. El cantón es la unidad estructural municipal, equivalentes a ciudades o municipios, la institución que gobierna el cantón es denominada «la Municipalidad» o «El Ayuntamiento» y los cantones a su vez se dividen en distritos.

## Organización política antes de 1998
Antes de la reforma del Código Municipal de 1998, cada provincia era administrada por un gobernador nombrado por el Poder Ejecutivo, que no tenía funciones administrativas muy destacadas ni cuerpo colegiado que le regulara, y era casi una figura decorativa. Cada cantón, a su vez, era gobernado por un Concejo Municipal conformado por una cantidad determinada de regidores propietarios y sus suplentes, que variaba en número según la población del lugar, siendo los cantones menos poblados de cinco regidores, y entre más grandes podían ser siete, nueve, once o trece (San José tuvo en su momento trece regidores, pero actualmente solo nombra once, al igual que Desamparados y Alajuela). Los Concejos Municipales eran los únicos gobernantes del cantón electos popularmente y por votación simple elegían o deponían al Ejecutivo Municipal, quien administraba el municipio.

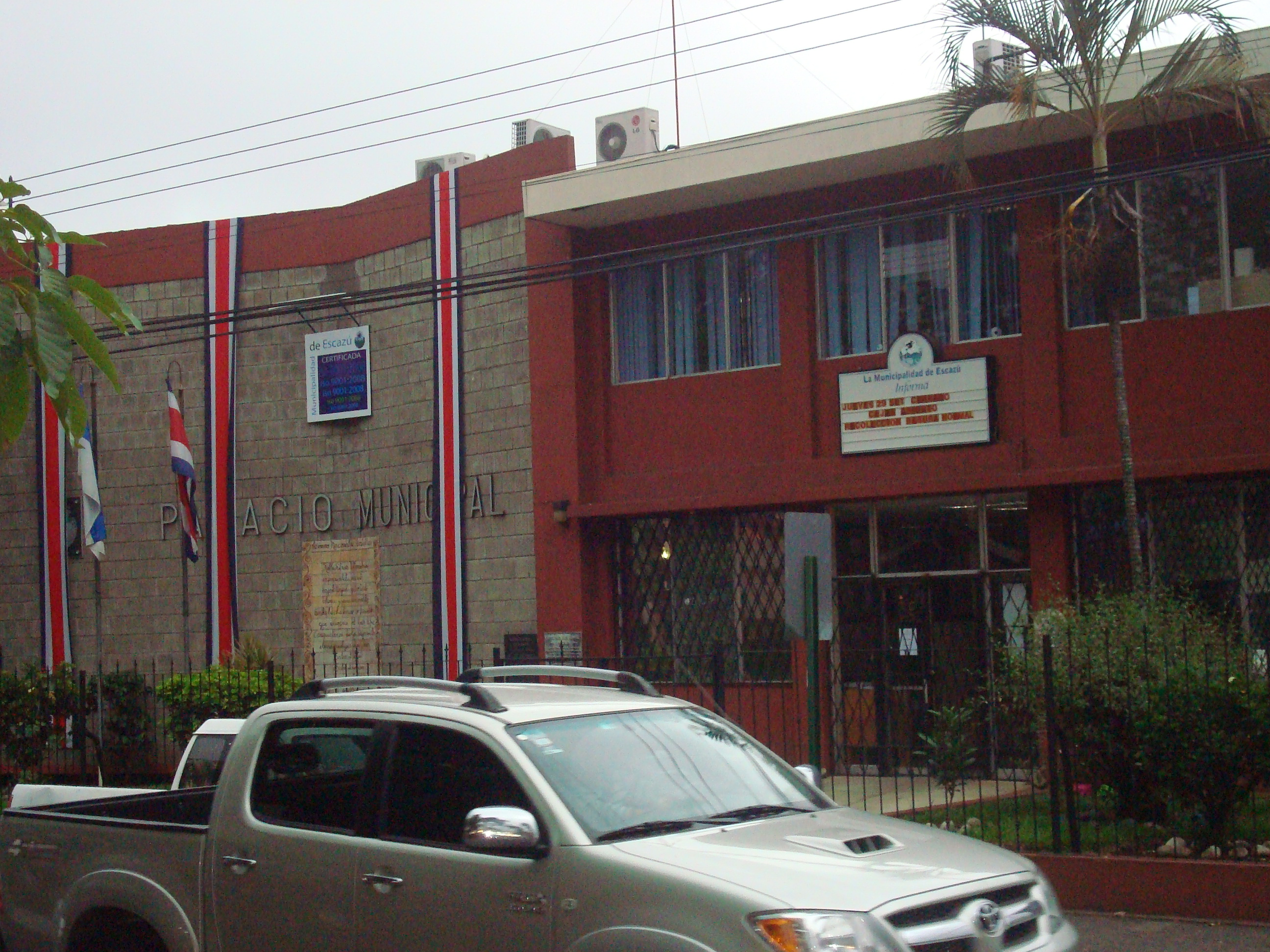
Palacio Municipal de Escazú

A su vez, se elegían síndicos (propietarios y suplentes) en cada distrito, y el síndico elegía a los integrantes del Concejo de Distrito o concejales, por lo que generalmente los Concejos de Distrito eran órganos politizados y unipartidarios (todos los nombramientos solían ser del mismo partido político que el síndico). 
Además, el fuerte centralismo costarricense establecía limitaciones enormes a las municipalidades y tenían la mínima autoridad posible.

## Organización política después de 1998
Tras la reforma al código municipal de 1998, producida por el Pacto Figueres-Calderón entre el PLN y el PUSC, ciertas modificaciones se suscitaron, entre ellas se eliminó la figura de los gobernadores y todos sus deberes se pasaron a los Concejos. El ejecutivo municipal pasó a denominarse Alcalde, y a nombrarse por elección popular. También se estableció que los miembros de los Concejos de Distrito fueran electos democráticamente (y ya no designados por el síndico).

## Salario de los funcionarios municipales
A diferencia de otros países, los regidores, síndicos y concejales no son de dedicación exclusiva, y se les paga una pequeña dieta pero no salario y pueden ejercer libremente sus profesiones fuera de las labores del Concejo.
Los alcaldes en cambio, sí ganan un salario, pero este depende de la cantidad de impuestos que recoja un cantón. Así, el alcalde de San José puede ganar salarios similares a los del Presidente de la República, mientras que el alcalde de San Mateo puede ganar un salario cercano al mínimo, similar al de un trabajador no profesional.

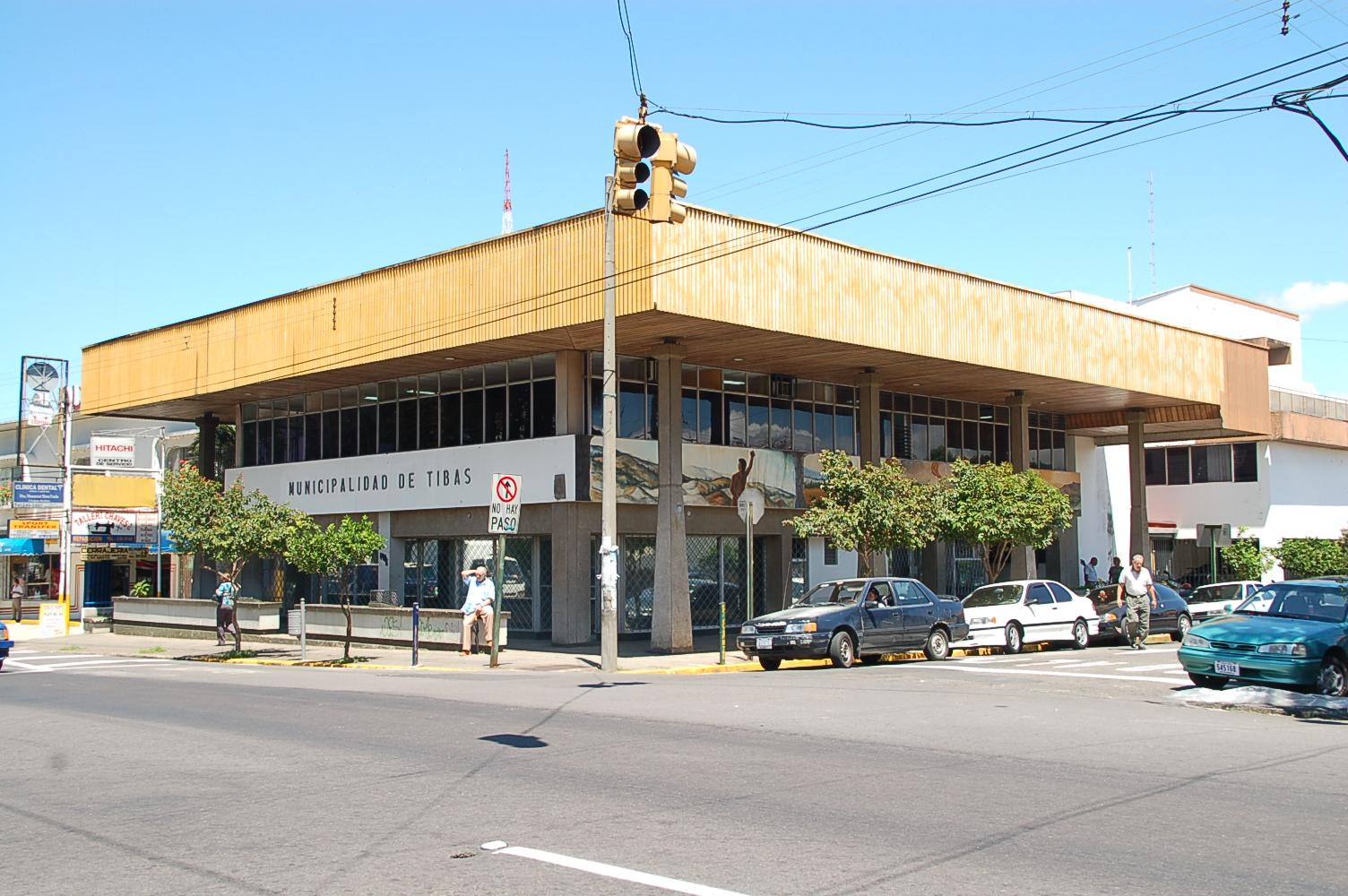
Palacio Municipal de Tibás.

## Concejos Municipales de Distrito
En aquellos distritos demasiado alejados del centro del cantón, como las islas o las zonas montañosas, se eligen los Concejos Municipales de Distrito los cuales ejercen labores administrativas descentralizadas y autónomas. Estos Concejos Municipales de Distrito son dirigidos por un Intendente, que se desempeña casi como un alcalde, y por el Concejo Municipal de Distrito, que se comporta como un Concejo Municipal y que se compone del síndico del distrito y de los cuatro concejales, al igual que cualquier Consejo de Distrito.
Solo existen siete de éstos Concejos Municipales de Distrito que son; Peñas Blancas de San Ramón, Tucurrique de Jiménez, Cervantes de Alvarado, Colorado de Abangares, Lepanto, Paquera y Cóbano de Puntarenas

## Instituciones encargadas del tema municipal
Existen dos instituciones nacionales encargadas del tema municipal:
- Instituto de Fomento y Asesoría Municipal (IFAM): una institución autónoma del Estado, cuyo presidente es nombrado por el Poder Ejecutivo y que rige como ente regulador del gobierno en las municipalidades.
- La Unión Nacional De Gobiernos Locales: una asociación paraestatal de la sociedad civil que sirve como federación de todos los municipios y es apolítica.

También existen muchas federaciones regionales de municipalidades como la Federación Metropolitana de Municipalidades o la Federación Guanacasteca de Municipalidades y la Asociación Nacional de Alcaldes e Intendentes: que agrupa a estos dirigentes. . 

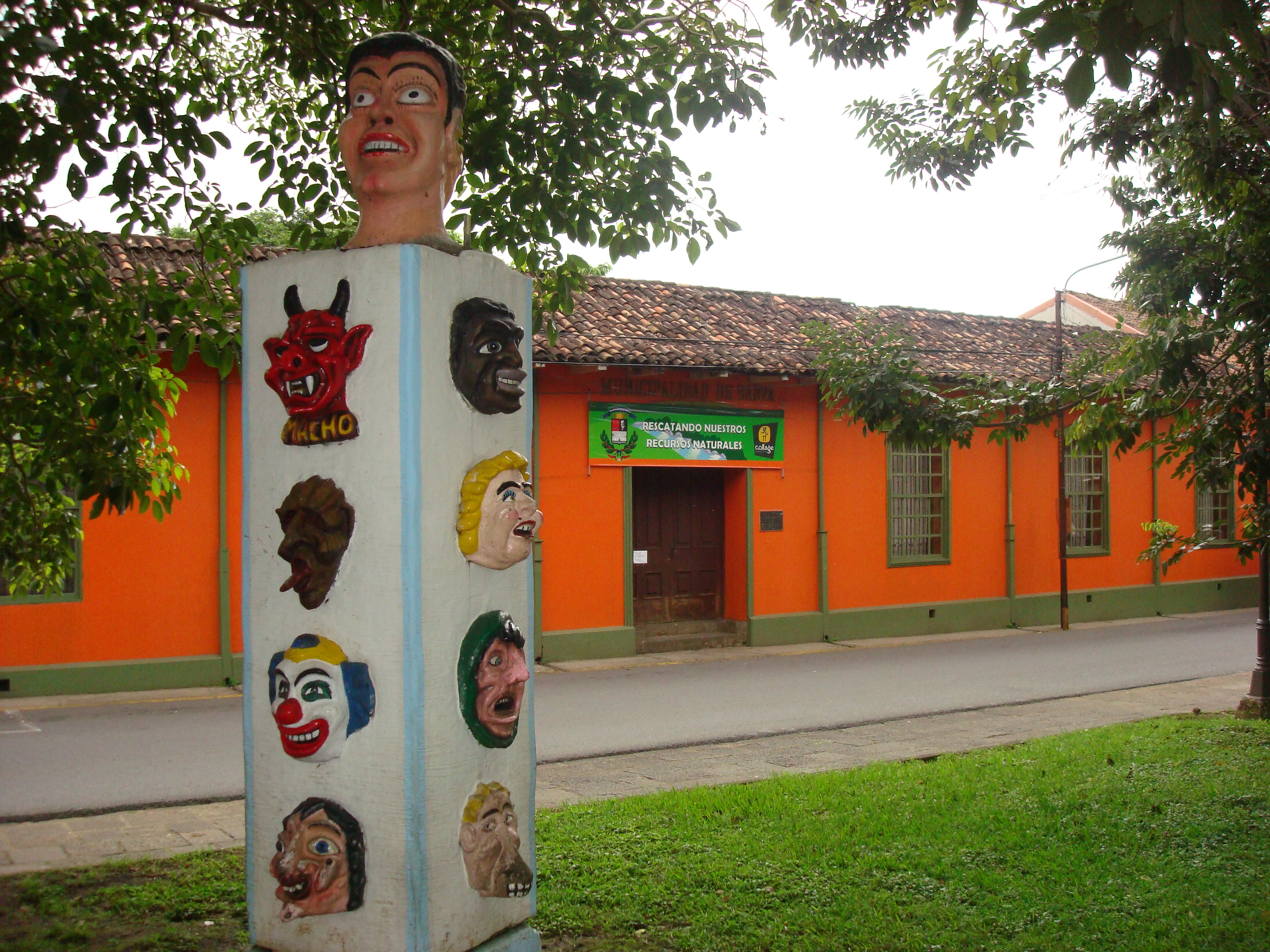
Municipalidad de Barva

La presidenta Laura Chinchilla Miranda creó el Ministerio de Descentralización y Gobiernos Locales, cuyo primer jerarca fue el exalcalde de Hojancha, Juan Marín.

## Cargos municipales

### Alcalde
Funciona como un gobernador del cantón. Le corresponde velar por temas como obra pública y actividades culturales y además tiene que obedecer las órdenes del Concejo Municipal. Puede hablar en el Concejo Municipal, al igual que los vicealcaldes, pero no vota.

### Vicealcaldes
Originalmente denominados primer alcalde suplente y segundo alcalde suplente, quienes solo ejercían labores si el titular cesaba temporal o totalmente funciones. Tras una reforma en 2009 pasaron a denominarse Primer Vicealcalde o Segundo Vicealcalde, el primero con funciones y salarios dentro del municipio y el segundo como suplente en caso de ausencias de los otros dos.

### Regidor
Miembro del Consejo Municipal. Le toca votar proyectos de interés para el cantón. Es como una asamblea legislativa cantonal. Puede componerse de cinco, siete, nueve, once o trece regidores propietarios y sus suplentes. Los suplentes pueden hablar, pero solo los propietarios votan. Aunque como su nombre indica, pueden suplir con su voto en las ausencias de los propietarios.

### Síndico
Funciona como presidente del Concejo de Distrito. Le toca dar a conocer ante el Concejo Municipal los acuerdos tomados en los Concejos de Distrito. Puede hablar en el Concejo Municipal, pero no vota.

### Concejal
Miembro del Concejo de Distrito. Todos los distritos, sin importar su población eligen cuatro concejales, más el síndico. Estos se reúnen una vez al mes en la escuela de la comunidad o en algún salón comunal, o, en el peor de los casos, en la casa de alguno de los concejales. Pueden crear proyectos distritales y enviarlos al Concejo Municipal por medio del síndico para ser votados.

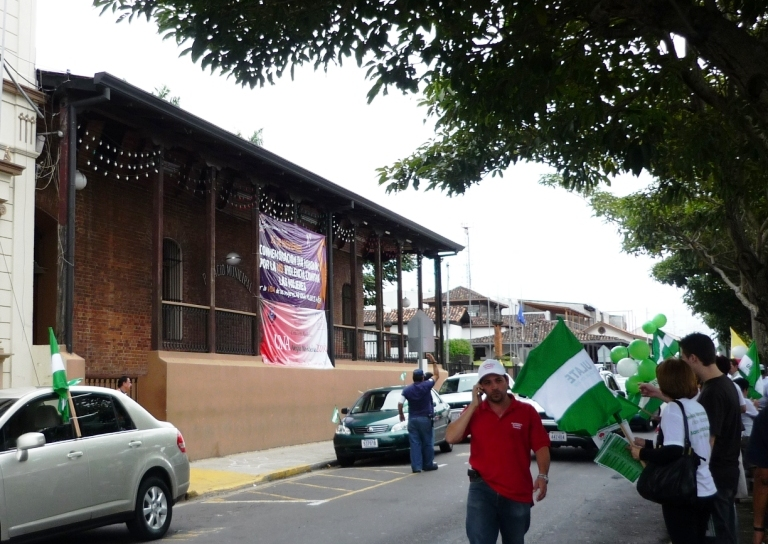
Municipalidad de Heredia

### Intendente
Funciona como un alcalde del distrito. Solo ocho distritos, muy alejados, tienen intendente.

### Concejal municipal de distrito
Funciona como un Concejo Municipal del distrito y, además como Concejo de Distrito. Se compone de cuatro concejales municipales de distrito, más el síndico.

## Organización del Concejo Municipal
Generalmente, en cada Concejo Municipal, se forman bancadas o fracciones municipales con jefes y subjefes de forma similar a las fracciones parlamentarias. Los Concejos deben elegir por mayoría simple un Presidente y Vicepresidente un 1 de mayo cada dos años. El Presidente del Concejo Municipal, a veces llamado Presidente Municipal, preside las sesiones, otorga el uso de la palabra, lleva la agenda de las sesiones, etc.

### Atribuciones de los Concejos Municipales
De acuerdo al Código Municipal de Costa Rica de acuerdo a diversas reformas llevadas a cabo en el art. 12 (2008, 2010 y 2021) las funciones del Concejo Municipal de cada municipalidad son:

a) Fijar la política y las prioridades de desarrollo del municipio, conforme al programa de gobierno inscrito por el alcalde municipal para el período por el cual fue elegido y mediante la participación de los vecinos.

b) Acordar los presupuestos y aprobar las contribuciones, tasas y precios que cobre por los servicios municipales, así como proponer los proyectos de tributos municipales a la Asamblea Legislativa.
c) Dictar los reglamentos de la Corporación, conforme a esta ley.
d) Organizar, mediante reglamento, la prestación de los servicios municipales.
e) Celebrar convenios, comprometer los fondos o bienes y autorizar los egresos de la municipalidad, excepto los gastos fijos y la adquisición de bienes y servicios que estén bajo la competencia del alcalde municipal, según el reglamento que se emita, el cual deberá cumplir con los principios de la Ley de Contratación Administrativa, n.º 7494, de 2 de mayo de 1995 y su reglamento.
f)Nombrar y remover a la persona auditora, contadora, según el caso, así como a quien ocupe la secretaría del concejo.
g)Nombrar directamente, por mayoría simple y con un criterio de equidad entre géneros, a las personas miembros de las juntas administrativas de los centros oficiales de enseñanza y de las juntas de educación, quienes solo podrán ser removidos por justa causa. Además, nombrar, por igual mayoría, a las personas representantes de las municipalidades ante cualquier órgano o ente que los requiera.
h) Nombrar directamente y por mayoría absoluta a los miembros de la Comisión Municipal de Accesibilidad (Comad), quienes podrán ser removidos por el concejo, por justa causa. La Comad será la encargada de velar por que en el cantón se cumpla la Ley N.º 7600, Igualdad de oportunidades para las personas con discapacidad, de 2 de mayo de 1996; para cumplir su cometido trabajará en coordinación con el Consejo Nacional de Rehabilitación y Educación Especial (Cnree) y funcionará al amparo de este Código y del reglamento que deberá dictarle el concejo municipal, ante el cual la Comad deberá rendir cuentas.
i) Resolver los recursos que deba conocer de acuerdo con este código.
j) Proponer a la Asamblea Legislativa los proyectos de ley necesarios para el desarrollo municipal, a fin de que los acoja, presente y tramite. Asimismo, evacuar las consultas legislativas sobre proyectos en trámite.
k) Acordar la celebración de plebiscitos, referendos y cabildos de conformidad con el reglamento que se elaborará con el asesoramiento del Tribunal Supremo de Elecciones, observando, en cuanto a la forma e implementación de estas consultas populares, lo preceptuado por la legislación electoral vigente.
En la celebración de los plebiscitos, referendos y cabildos que realicen las municipalidades, deberán estar presentes los delegados que designe el Tribunal Supremo de Elecciones, quienes darán fe de que se cumplieron los requisitos formales exigidos en el código y el reglamento supraindicado. Los delegados del Tribunal supervisarán el desarrollo correcto de los procesos citados.
l) Aprobar el Plan de Desarrollo Municipal y el Plan Anual Operativo que elabore la persona titular de la alcaldía, con base en su programa de gobierno e incorporando en él la diversidad de necesidades e intereses de la población para promover la igualdad y la equidad de género. Estos planes constituyen la base del proceso presupuestario de las municipalidades.
m) Conocer los informes de auditoría o contaduría, según el caso, y resolver lo que corresponda.
n) Crear las comisiones especiales y las comisiones permanentes asignarles funciones.
ñ) Conferir distinciones honoríficas de acuerdo con el reglamento que se emitirá para el efecto.
o) Comunicar, al Tribunal Supremo de Elecciones, las faltas que justifiquen la remoción automática del cargo de regidor o alcalde municipal.
p) Dictar las medidas de ordenamiento urbano.
q) Constituir, por iniciativa del alcalde municipal, establecimientos públicos, empresas industriales y comerciales y autorizar la constitución de sociedades públicas de economía mixta.
r) Autorizar las membresías ante entidades nacionales y extranjeras, públicas o privadas, que estime pertinentes para beneficio del cantón.
s) Acordar, si se estima pertinente, la creación del servicio de policía municipal dentro de su jurisdicción territorial, su respectivo reglamento y su partida presupuestaria.

t) Las demás atribuciones que la ley señale expresamente.

Por ende, se encargan de diversas funciones que concretan todo el quehacer de las municipalidades que como órgano colegiado aborda las necesidades del cantón a través del trabajo político llevado a cabo por los sindicos, concejales, regidores y el mismo alcalde. 

## Proceso de elección
Para ser electo en cualquier puesto municipal de elección popular; alcaldes, regidores, síndicos, concejales, intendentes o concejales municipales de distrito (propietarios y suplentes en todos los casos) es necesario ser candidato por un partido político pues la legislación costarricense no permite ser candidato a puestos de elección popular sin mediación de un partido legalmente inscrito.
En la papeleta blanca se elige al alcalde, en la celeste al síndico y concejales y a los regidores en papeleta rosada. Si hay Intendente se elige con una papeleta rosada. Los Concejales Municipales de Distrito se eligen en la misma papeleta celeste, en vez de los concejales, junto al síndico. Todos los puestos municipales (alcaldes, síndicos, regidores, intendentes y concejales) están en su cargo por un periodo de cuatro años con posibilidad de reelección consecutiva indefinida.

## 2016-2020
Actualmente el partido con mayor cantidad de alcaldes es el Partido Liberación Nacional con 50, seguido por el Partido Unidad Social Cristiana (14), el Partido Acción Ciudadana (7), el Partido Nueva Generación (4) y algunos partidos locales. De los 8 intendentes 5 son del PLN y los restantes son del PAC, PNG y PIN.
En cuanto al número de regidores, el partido con mayor cantidad de regidores es el PLN, seguido por el PUSC y el PAC.

## 2024-2028
Durante las elecciones municipales de 2024 se llevó a cabo la elección de 84 alcaldes en todo el país, siendo los partidos políticos con mayor número de alcaldías ganadas los siguientes: 
| Partido Político              | Cantidad de alcaldías | Tipo     |
| ----------------------------- | --------------------- | -------- |
| PLN                           | 29/84                 | Nacional |
| PUSC                          | 20/84                 | Nacional |
| Unidos Podemos                | 9/84                  | Nacional |
| PNG                           | 4/84                  | Nacional |
| PLP                           | 3/84                  | Nacional |
| PRSC                          | 2/84                  | Nacional |
| NR                            | 2/84                  | Nacional |
| PPSD                          | 2/84                  | Nacional |
| Juntos por San José           | 1                     | Cantonal |
| Pueblo Garabito               | 1                     | Cantonal |
| Auténtico Santacruceño        | 1                     | Cantonal |
| La Gran Nicoya                | 1                     | Cantonal |
| Avance Isidreño               | 1                     | Cantonal |
| Palmares Primero              | 1                     | Cantonal |
| Bienestar Rafaeleño           | 1                     | Cantonal |
| Actuemos Ya                   | 1                     | Cantonal |
| Alianza por Sarchí            | 1                     | Cantonal |
| Frente Amplio                 | 1                     | Nacional |
| Curridabat Siglo XXI          | 1                     | Cantonal |
| Somos Moravia                 | 1                     | Cantonal |
| Justicia Social Costarricense | 1                     | Nacional |

## Partidos cantonales
Estos partidos son específicos del municipio y solo pueden postular candidatos a cargos municipales: 
| Cantón de Limón - Acción Cantonal Siquirres Independiente (Siquirres, Limón) - Acción Naranjeña (Naranjo, Alajuela) - Acción Quepeña (Aguirre, Puntarenas) - Acuerdo Cantonal Desamparadeño (Desamparados, San José) - Alianza por San José (San José, San José) - Auténtico Labrador de Coronado (Vázquez de Coronado, San José) - Auténtico Siquirreño (Siquirres, Limón) - Autónomo Oromontano (Montes de Oro, Puntarenas) - Avance Montes de Oca (Montes de Oca, San José) - Barva Unida (Barva, Heredia) - Civíco de Tibás Fuenteovejuna (Tibás, San José) - Curridabat Siglo XXI (Curridabat, San José) - Desamparados Unido (Desamparados, San José) - Partido del Sol (Santa Ana, San José) - El Puente y los Caminos de Mora (Mora, San José) - Fuerza Democrática Desamparadeña (Desamparados, San José) - Garabito Ecológico (Garabito, Puntarenas) - Goicoechea en Acción (Goicoechea, San José) - Humanista de Montes de Oca (Montes de Oca, San José) - Independiente Belemita (Belén, Heredia) | - Integración Barbareña (Santa Bárbara, Heredia) - Justicia Generaleña (Pérez Zeledón, San José) - Movimiento Avance Santo Domingo (Santo Domingo, Heredia) - Nueva Mayoría Griega (Grecia, Alajuela) - Organización Social Activa (Osa, Puntarenas) - Parrita Independiente (Parrita, Puntarenas) - Progreso Comunal Desamparadeño (Desamparados, San José) - Puriscaleños de Corazón (Puriscal, San José) - Renovación Cartago (Cartago, Cartago) - Renovemos Alajuela (Alajuela, Alajuela) - Republicano Social Cristiano (Alajuela, Alajuela) - Restauración Parriteña (Parrita, Puntarenas) - Tarrazú Primero (Tarrazú, San José) - Todo Por Flores (Flores, Heredia) - Único Abangareño (Abangares, Guanacaste) - Unión Ateniense (Atenas, Alajuela) - Unión Palmareña (Palmares, Alajuela) - Unión Poaseña (Poás, Alajuela) - Yunta Progresista Escazuceña (Escazú, San José) - Yo Soy el Cambio (Pococí, Limón) |